# Vergabe- und Vertragsordnung für Leistungen
Die Vergabe- und Vertragsordnung für Leistungen (VOL) ist Teil des deutschen Vergaberechtes und regelt die Ausschreibung und die Vergabe von Aufträgen der öffentlichen Hand in der Bundesrepublik Deutschland. Bis 2009 wurde sie Verdingungsordnung für Leistungen genannt, wobei unter Verdingung die öffentliche Bekanntgabe von Bedingungen in Erwartung eines Vertragsangebots zu verstehen war. 2016 ging der Regelungsgehalt der VOL/A in der Vergabeverordnung (VgV) und der Unterschwellenvergabeordnung (UVgO) auf. Letztere tritt in den verschiedenen Bundesländern durch Landesgesetzgebungen sukzessive in Kraft. Die VOL/B ist weiterhin gültig.

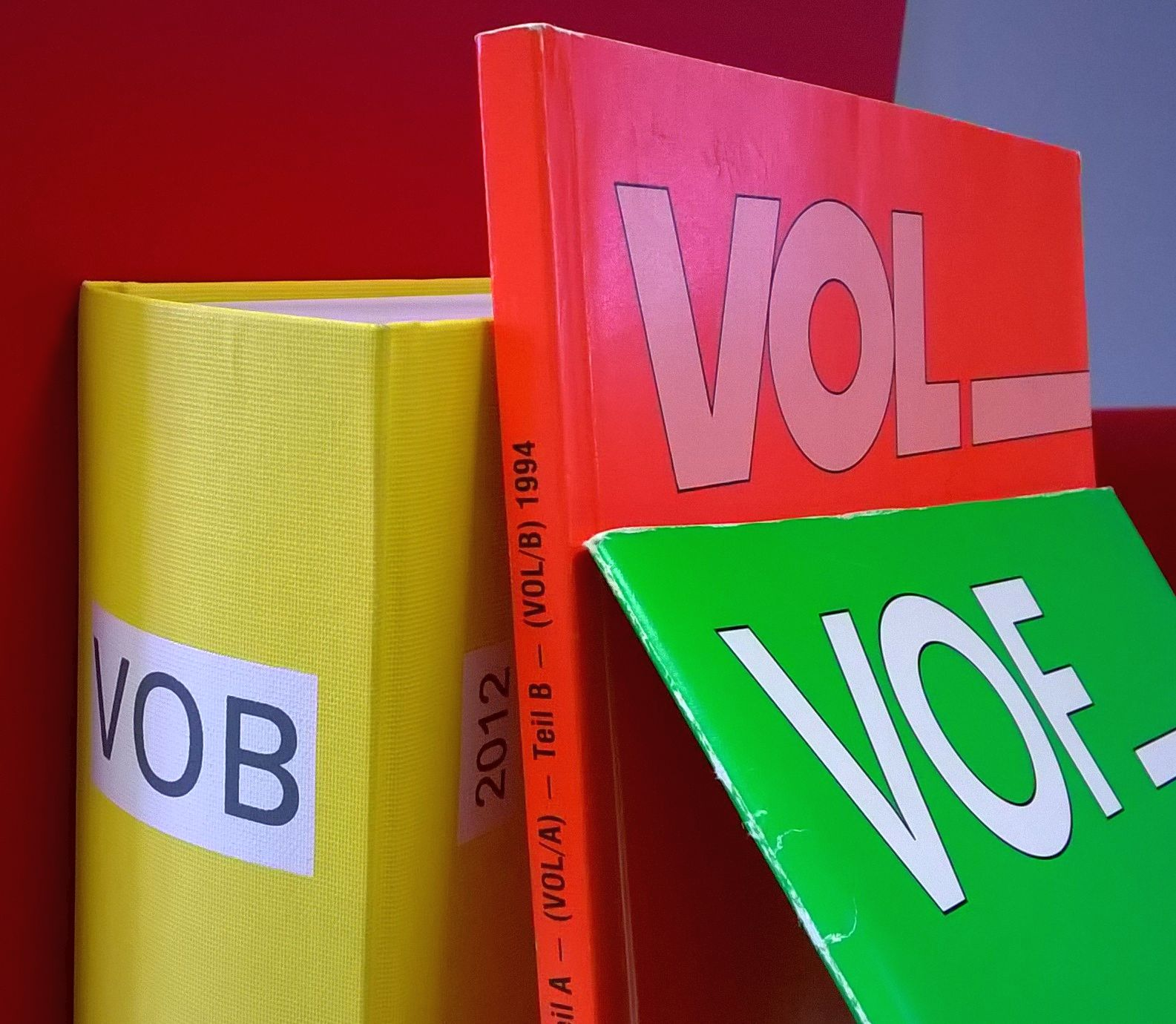
VOL, VOB und VOF als ältere Druckausgabe

Die VOL wurde vom Deutschen Verdingungsausschuss für Leistungen (DVAL) beschlossen. Sie dient der Umsetzung entsprechender EU-Richtlinien.

## Abgrenzung der Vergabeordnungen
In Abgrenzung von den anderen Vergabeordnungen im deutschen Vergaberecht sind Leistungen im Sinne der VOL fast alle Lieferungen und (Dienst-)Leistungen. Ausgenommen sind vor allem Bauleistungen, die in der VOB behandelt werden, sowie einige freiberufliche Tätigkeiten, die unter die Vergabeordnung für freiberufliche Leistungen (VOF) fielen: Beschreibbare freiberufliche Leistungen wurden nach VOL, nicht beschreibbare freiberufliche Leistungen (z. B. der „klassische“ Architekturauftrag) aber nach VOF ausgeschrieben.

## Rechtscharakter
Die VOL ist Teil des kaskadenartigen Regelungsapparats des deutschen Vergaberechts.
- Auf erster Stufe steht hierbei auf Gesetzesebene das Gesetz gegen Wettbewerbsbeschränkungen (GWB).
- Auf zweiter Stufe folgt mit dem Rang einer Rechtsverordnung die Vergabeverordnung (VgV)
- Auf dritter Stufe stehen die Vergabeordnungen – wozu die VOL zählt – auf dem Rang von Verwaltungsvorschriften

Als Verwaltungsvorschrift kommt der VOL keine unmittelbare Außenwirkung zu. Diese wird erst durch Verweisung über § 97 Abs. 6 GWB hergestellt.
Obacht: Die VOL/A wird derzeit (Stand 17. Januar 2018) sukzessive von der UVgO abgelöst. Im Bund und beim Freistaat Bayern ist dies bereits für staatliche Stellen geschehen. Für staatlich geförderte Stellen und kommunale Körperschaften steht dies in vielen Fällen noch aus. In Bayern ist die UVgO den Kommunen vom Freistaat Bayern zur Anwendung empfohlen, aber nicht vorgeschrieben.

## Inhalt und Aufbau
Die VOL gliedert sich in den Teil A und den Teil B.

### Teil A: Allgemeine Bestimmungen für die Vergabe von Leistungen (VOL/A)
Bis zur Novellierung im Jahr 2009 herrschte in der VOL eine spezielle Struktur, die die Vergabeordnung in sogenannte Basisparagraphen, a-Paragraphen und b-Paragraphen aufgliederte.
- Basisparagraphen (Abschnitt 1)
Ausschreibungen nach deutschem Recht unterhalb der Schwellenwerte
- a-Paragraphen (Abschnitt 2)
Ausschreibungen nach europäischem Recht (EG-Ausschreibungen) über den Schwellenwerten
- b-Paragraphen (Abschnitt 3)
Ausschreibungen nach europäischem Recht für bestimmte Sektoren

Die Basisparagraphen kamen dabei immer zur Anwendung und wurden beim Überschreiten der europäischen Schwellenwerte durch die a-Paragraphen ergänzt.
Nach neuer Rechtslage ist dieses System aufgegeben. Nur für Vergaben unterhalb der EU-Schwellenwerte kommt Abschnitt 1 noch zur Anwendung, soweit nicht durch die UVgO ersetzt. Abschnitt 2 („EG-Paragraphen“) der VOL/A gilt überhaupt nicht mehr, da sie seit dem 18. April 2016 durch die gegenüber früheren Fassungen wesentlich umfangreichere Vergabeverordnung ersetzt ist.
Die Schwellenwerte ergeben sich dabei aus § 106 des Gesetzes gegen Wettbewerbsbeschränkungen.

### Teil B: Allgemeine Vertragsbedingungen für die Ausführung von Leistungen (VOL/B)
Dabei handelt es sich um ein Klauselwerk mit dem Charakter von Allgemeinen Geschäftsbedingungen, das von öffentlichen Auftraggebern nach § 29 Abs. 2 Satz 1 VgV bzw. § 21 Abs. 2 UVgO zum Bestandteil des abzuschließenden Vertrags zu machen ist.

## Vergabearten unter den EU-Schwellenwerten
Die VOL/A unterschied im Abschnitt 1 zwischen drei Vergabearten:

### Öffentliche Ausschreibung
Bei einer öffentlichen Ausschreibung werden Leistungen im vorgeschriebenen Verfahren nach öffentlicher Aufforderung einer unbeschränkten Zahl von Unternehmen zur Einreichung von Angeboten vergeben (§ 3 Abs. 1 S. 1 VOL/A). D.h., beliebig viele Unternehmen, die in dem geforderten Marktsegment tätig sind, können Angebote abgeben und somit am Wettbewerb teilnehmen. Die Öffentliche Ausschreibung bildet die Regel, von der nur bei besonderen Gründen abgewichen werden darf (§ 3 Abs. 2 VOL/A).

### Beschränkte Ausschreibung
Bei einer Beschränkten Ausschreibung werden Aufträge für Leistungen im vorgeschriebenen Verfahren nach Aufforderung einer beschränkten Zahl von Unternehmen zur Einreichung von Angeboten vergeben (§ 3 Abs. 1 S. 2 VOL/A). Die beschränkte Ausschreibung zeichnet sich dadurch aus, dass die Anzahl der Bieter durch eine Vorauswahl der Vergabestelle begrenzt wird. Ausgewählte Anbieter werden hier dann von der Vergabestelle zur Abgabe eines Angebotes aufgefordert. Hierbei soll, soweit es zweckmäßig ist, ein sogenannter Teilnahmewettbewerb zur Vorauswahl möglicher Bieter vorangehen.
Dabei wird die geplante Auftragsvergabe öffentlich bekannt gegeben und alle interessierten Unternehmen können dann Anträge auf Teilnahme stellen. Die Vergabestelle wählt dann unter Beachtung der allgemeinen Vergabegrundsätze aus diesen Bewerbern geeignete aus, die dann zur Abgabe eines Angebotes aufgefordert werden.

### Freihändige Vergabe
Bei der freihändigen Vergabe wendet sich der Auftraggeber mit oder ohne Teilnehmerwettbewerb grundsätzlich an mehrere Unternehmen, mit denen dann über die Auftragsbedingungen verhandelt wird (§ 3 Abs. 1 S. 3 VOL/A). Hierbei handelt es sich somit um das Verfahren mit den geringsten formellen Anforderungen, das damit auch gleichzeitig in vielen Punkten den Grundprinzipien des Vergaberechts zuwiderläuft. Die freihändige Vergabe wird deshalb nur ausnahmsweise bei Leistungen von geringem Wert (die Wertgrenze kann durch Ausführungsbestimmungen von einem Bundesminister – ggf. Landesminister – erlassen werden), bei besonderer Eilbedürftigkeit oder bei Leistungen, die gewerblichen Schutzrechten unterliegen, praktiziert.

## Vergabearten ab Erreichen der EU-Schwellenwerte
Ab Erreichen der EU-Schwellenwerte kam bis zur Ersetzung durch die VgV zum 18. April 2016 der Abschnitt 2 der VOL/A zur Anwendung. Dort wurden in § 3 VOL/A die verschiedenen Vergabearten definiert: Offenes Verfahren, Nicht offenes Verfahren, Verhandlungsverfahren und Wettbewerblicher Dialog.

## Rechtsschutz
Genau wie in den anderen Gebieten des Vergaberechts ist auch im Bereich des Rechtsschutzes zwischen Verfahren unter und ab Erreichen der EU-Schwellenwerten zu unterscheiden. Grundsätzlich steht den Bietern ab Erreichen der Schwellenwerte nach den europäischen Vorgaben umfassender Rechtsschutz zu. Im Gegensatz dazu steht den Bietern unterhalb der Schwellenwerte nur ein eingeschränkter Schutz zu. Dieser erfährt jedoch durch die neue Rechtslage eine Ausweitung.

### Rechtsschutzmöglichkeiten ab Erreichen der EU-Schwellenwerte
Ab Erreichen der EU-Schwellenwerte stehen den Auftragsinteressenten umfassende Rechtsschutzmöglichkeiten zu:
- Nachprüfungsverfahren (Vergabekammern, Oberlandesgericht)
- Rechts- und Fachaufsicht (Dienstaufsichtsbeschwerde)
- Schadensersatz und Unterlassungsansprüche über die ordentlichen Gerichte
- Beschwerde zur Anregung eines Vertragsverletzungsverfahrens bei der Europäischen Kommission

### Rechtsschutzmöglichkeiten unterhalb der EU-Schwellenwerte
Unterhalb der Schwellenwerte ist der Rechtsschutz weit weniger ausgeprägt. Insbesondere entfällt hier die direkte Überprüfbarkeit der Vergabevorschriften, denen die öffentlichen Auftraggeber ab Erreichen der Schwellenwerte unterworfen sind. Es verbleiben damit nur die Möglichkeiten:
- Rechts- und Fachaufsicht (Dienstaufsichtsbeschwerde),
- Antrag auf einstweilige Verfügung der ordentlichen Gerichte oder einstweilige Anordnung, gerichtet auf ein vorläufiges Zuschlagsverbot vor Zuschlag und / oder
- Schadensersatz und Unterlassungsansprüche über die ordentlichen Gerichte bzw. die Verwaltungsgerichte.

Die Zuständigkeit der ordentlichen oder der Verwaltungsgerichtsbarkeit hängt davon ab, ob der mit der Vergabe angestrebte Vertrag privatrechtlichen oder öffentlich-rechtlichen Charakters ist. Gerade in der jüngeren Rechtsprechung wurde dabei der Prüfungsmaßstab der ordentlichen Gerichte in Richtung auf einen effektiveren primären Rechtsschutz vor rechtswidriger Benachteiligung beim Zuschlag ausgeweitet. So wurde in einer neuen Entscheidung das Bestehen eines vorvertraglichen Schuldverhältnisses erneut bestätigt, welches den Anbieter zur Einhaltung von Rücksichtnahmepflichten verpflichtet, welche auch die Einhaltung von Vergabevorschriften umfasst. Dies soll zumindest dann der Fall sein, wenn sich die Verwaltung im Rahmen des Ausschreibungsverfahrens nach den Vergabevorschriften richtet und sich damit selbst bindet. Der rechtliche Anspruch des von einem Vergabeverstoß Betroffenen auf Zuschlag bei rechtsfehlerfreier Anwendung der Vergaberegeln, kann dann auf eine einstweilige Verfügung bzw. einstweilige Anordnung der Unterlassung des von der Vergabestelle intendierten und in diesem Fall auf einem Vergabeverstoß beruhenden Vertragsschlusses gerichtet sein. Ein die Zulässigkeit einstweiligen gerichtlichen Rechtsschutzes begründendes Rechtsschutzbedürfnis kommt demjenigen zu, welcher ab Erreichen des EU-Schwellenwertes ein Nachprüfungsverfahren zu betreiben berechtigt wäre.